# アマランサス
アマランサス（学名: Amaranthus）はヒユ科ヒユ属（アマランサス属）の植物の総称。一年草の擬似穀類である。アマランスとも。
ギリシャ語の Αμάρανθος（アマラントス、（花が）しおれることがない）が語源である。

## 名前
その学名（古代ギリシア語:  ἀμαράντινος）は、古代ギリシャ語の ἀ-「無」、μαραίνω「萎れる」及び ἄνθος「花」から由来するもので、文字通り「萎れることのない花」を意味する。乾燥したアマランサスは3から4か月間そのままの形を保つので、冬の時に眺めるようにこの花を乾燥させることもよくある。これを理由に、アマランサスを「人々の冬の友」と呼ぶことがある。

## 形態・生態
一年草。非耐寒性。葉は互生し、晩夏から初秋にかけて色づく。

## 栽培
アマランサスは紀元前6世紀から栽培されている。アステカ人には「 huauhtli 」と呼ばれ、彼らの主食であり、儀式の食事と飲み物にも加工されるためアステカ宗教に欠かせない穀物であった。スペイン人に侵略されて栽培が禁止される以前では、エネルギー消費量の80％を占めていたと考えられている。
アマランサスは、pH、塩分、環境、温度の変化、干ばつに強い丈夫な植物である。遺伝的多様性と環境適応能力に優れている。

## 人間との関わり

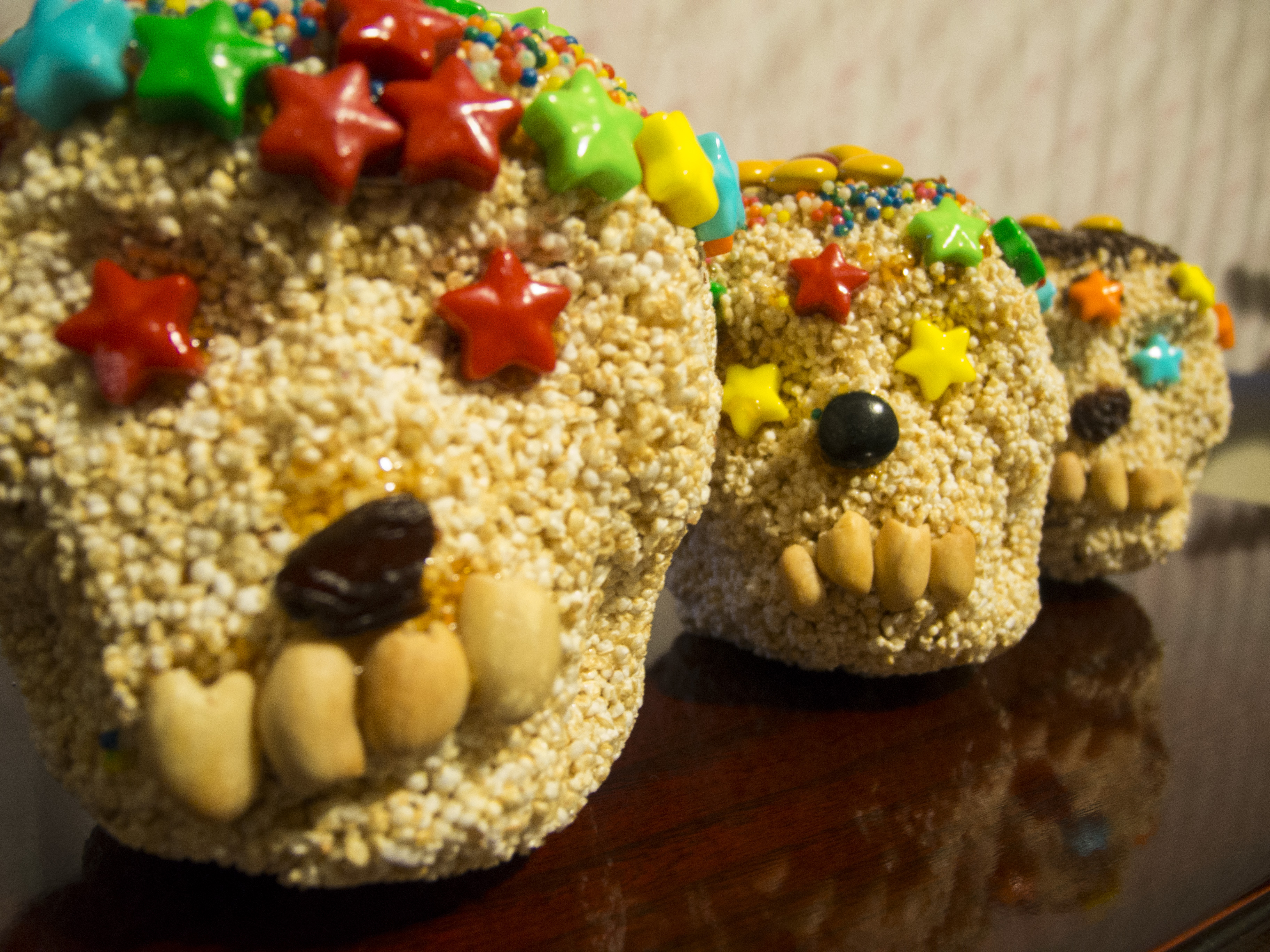
南米の祝祭「死者の日」には、ドクロの形をした菓子のアレグリアが作られる。

アマランサスの中でも、ヒモゲイトウ (Amaranthus caudatus) が最も大規模に栽培されている。

### 食用

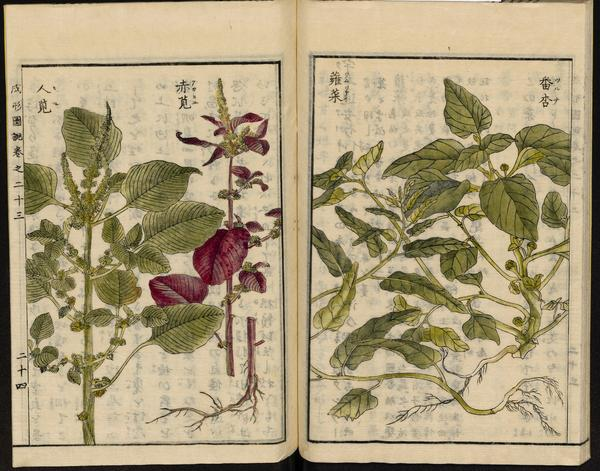
『成形図説』より（左）

古代南米のインカ文明などでは、種子を穀物として食用にしてきた。これはトウモロコシや豆類に匹敵する重要作物であった。19世紀に入るとインドなどでも大規模に栽培されるようになった。日本へは江戸時代に、主に観賞用として伝来した。東北地方では小規模ながら、アカアワなどの名前で食用にも栽培されていた。
中国では、中国語（北京語）で 莧菜（xiàncài、シエンツァイ）、広東語で 莧菜（yin6choi3、インチョイ）、上海語で 米莧 （ミーシ）と呼び、緑色の葉と茎を食用にしている。英語では、一般に chinese spinach（中国のホウレンソウ）などと呼ぶが、オーストラリアでは、広東語を英語風に書いた een choy（イーンチョイ）を野菜としての標準名としている。独特のえぐ味と濃い風味がある。炒めると葉に含まれる色素が油に溶出して、紅色に染まる品種（ハゲイトウ）が多いが、赤くならない品種もある。
アフリカの一部では、ホナガイヌビユの葉が食用とされている。ジャマイカでは、カラルーと呼ばれ、モルディブでもディベヒ語で massaagu と呼ばれ料理に使われる。ほか、インドでも野菜として食され、サンスクリット語で Tanduliya と呼ばれる伝統的なアーユルヴェーダ医学のハーブとして利用されている。葉以外の種子も水で茹でたり、ビスケットにしたり、スナックとしても食用可能である。

### 栄養
種子
種子は生の状態では、栄養の吸収が阻害されるため消化できない。したがって、ほかの穀物のように調理しなければならない。
リン、マンガン、鉄などのミネラルを豊富に含む。アミノ酸のリシンやタンパク質にも優れる。しかし、必須アミノ酸のロイシンとトレオニンは不足している。
Educational Concerns For Hunger Organization (ECHO)によれば、シュウ酸塩、硝酸塩、サポニン、ポリフェノール化合物などの反栄養素を含む。これらは水で茹でた後、水を捨てる等の調理法で毒性を減らせる。
グルテンを含まないため、グルテン関連障害の人々、グルテンフリー・ダイエットに最適である。
葉
調理した葉には、ビタミンA、ビタミンC、カルシウム、マンガン、葉酸が豊富である。

### 観賞用・工業用
観葉植物としても栽培される。花からは赤系の染料（ベタレイン）が採れ、その色はアマランス色（●）と呼ばれる。ただし、合成着色料の赤色2号もアマランスと名づけられているが、色が似ているだけで無関係な物質である。

## 分布と生態
アマランサスは、その種類、亜種や形がもっとも多く見られる南アメリカから分布してきた。そこからアマランサスは北アメリカ、インドその他の国々へ波及し、インド北部及び中国は現在アマランサスの多くの種類が植える第二の波及中心地となった。
スペイン人はアマランサスの種子をヨーロッパへ持ち込んで先ず観賞用植物として植えるようになり、18世紀から穀物及び飼料作物として栽培された。そのあと、アマランサスの様々な種類がしばしば互いに交雑して観賞用の希少性を失い、肥沃な土地に雑草となった。

### 化学
アマランサスの種子には栄養阻害となりうるポリフェノール 、サポニン、タンニン類及びシュウ酸塩類などの有害物質が含まれている。これらはアク抜き処理など調理で減少する。

### 油
アマランサスの総脂肪酸の５％を占めるスクアレン(スクワラン)は主にサメ肝油から抽出され栄養補助食品や化粧品において使用される成分だが、代替または市場的付加価値(植物由来)を目的としてアマランサスからの抽出物が使われる場合がある。

## 分類
ヒユ（莧、A. tricolor）の仲間であるが、形態は多様である。和名に「ケイトウ（鶏頭）」を含む種も多いが、ケイトウ (Celosia argentea) は同科別属である。
ヒユ属の種分化は非常に多様で、雑種も多く、分類は難しい。種の数は分類により約20種 - 約300種と大きな幅がある。近年の研究によると、ヒユ属は3亜属70種に分類できる。
ITISによる42種を挙げる。和名・英名との対応は、別の分類では異なることもある。
- Amaranthus acanthochiton greenstripe
- Amaranthus acutilobus sharplobe amaranth
- Amaranthus albus シロビユ（白莧）・ヒメシロビユ white pigweed, prostrate pigweed, pigweed amaranth
- Amaranthus arenicola ヒメアオゲイトウ sandhill amaranth, torrey amaranth
- Amaranthus australis southern amaranth
- Amaranthus bigelovii Bigelow's amaranth
- Amaranthus blitoides アメリカビユ・イヌヒメシロビユ mat amaranth, prostrate amaranth, prostrate pigweed
- Amaranthus blitum イヌビユ（犬莧） purple amaranth (= A. lividus)
- Amaranthus brownii Brown's amaranth
- Amaranthus californicus California amaranth, California pigweed
- Amaranthus cannabinus tidalmarsh amaranth
- Amaranthus caudatus ヒモゲイトウ（紐鶏頭）・センニンコク（仙人穀）・アカアワ（赤粟） love-lies-bleeding, quilete
- Amaranthus chihuahuensis Chihuahuan amaranth
- Amaranthus crassipes サジビユ spreading amaranth
- Amaranthus crispus crispleaf amaranth
- Amaranthus cruentus スギモリケイトウ・フジゲイトウ red amaranth
- Amaranthus deflexus ハイビユ largefruit amaranth
- Amaranthus dubius spleen amaranth
- Amaranthus fimbriatus fringed amaranth, fringed pigweed
- Amaranthus floridanus Florida amaranth
- Amaranthus greggii Gregg's amaranth
- Amaranthus hybridus ホナガアオゲイトウ smooth amaranth, smooth pigweed (= A. chlorostachys = A. patulus ホソアオゲイトウ)
- Amaranthus hypochondriacus Prince-of-Wales-feather
- Amaranthus lineatus Australian amaranth
- Amaranthus muricatus African amaranth
- Amaranthus obcordatus Trans-Pecos amaranth
- Amaranthus palmeri オオホナガアオゲイトウ・タリノホアオゲイトウ carelessweed, Palmer's amaranth
- Amaranthus polygonoides tropical amaranth
- Amaranthus powellii ホナガアオゲイトウ・イガホビユ Powell amaranth, Powell pigweed
- Amaranthus pringlei Pringle's amaranth
- Amaranthus pumilus seaside amaranth
- Amaranthus retroflexus アオゲイトウ red-root amaranth, redroot pigweed
- Amaranthus rudis tall amaranth, common waterhemp
- Amaranthus scleropoides bonebract amaranth
- Amaranthus spinosus ハリビユ（針莧） spiny amaranth
- Amaranthus thunbergii Thunberg's amaranth
- Amaranthus torreyi Torrey's amaranth
- Amaranthus tricolor ハゲイトウ（葉鶏頭）・ヒユ（莧）・ヒユナ（莧菜）・ガンライコウ Joseph's-coat (= A. gangeticus)
- Amaranthus tuberculatus ヒユモドキ rough-fruit amaranth, tall waterhemp
- Amaranthus viridis ホナガイヌビユ（穂長犬莧）・アオビユ（青莧）・ slender amaranth
- Amaranthus watsonii Watson's amaranth
- Amaranthus wrightii Wright's amaranth